# Баскервилски пас (филм из 1959)
Баскервилски пас (енгл. The Hound of the Baskervilles) је британски детективски филм из 1959. године, базиран на истоименом роману сер Артура Конана Дојла. Филм је режирао Теренс Фишер, док га је продуцирао Hammer Film Productions. Главне улоге тумаче Питер Кушинг као Шерлок Холмс, Андре Морел као доктор Вотсон и Кристофер Ли као сер Хенри Баскервил. Ово је прва филмска адаптација овог романа која је снимљена у боји.

## Радња
У Лондону, др Ричард Мортимер тражи од Шерлока Холмса и доктора Ватсона да истраже смрт његовог пријатеља сер Чарлса Баскервила у Дартмуру, који је пронађен мртав на вресишту које окружује његово имање, Баскервил Хол. Мортимер верује да се његов добар пријатељ насмрт уплашио визије демонског пса, истог који је вековима пре тога убио претка сер Чарлса, окрутног сер Хуга, и преноси причу о „проклетству Баскервилових”, приказаном у флешбек сцени. Мортимер говори Холмсу да се такође плаши за живот сер Хенрија Баскервила, сер Чарлсовог наследника, који је управо дошао из Јужне Африке да преузме његово наследство и Баскервил Хол.
Иако скептични, Холмс и Вотсон пристају да упознају младог сер Хенрија. Низ необичних инцидената, укључујући претњу отровног паука, убрзо убеђује Холмса да је живот сер Хенрија заиста у опасности. Тврдећи да тренутно не може да дође у Баскервил Хол због ранијих обавеза, Холмс шаље Вотсона у Дартмур са Мортимером и сер Хенријем. Пре растанка, Холмс подсећа Вотсона да не дозволи сер Хенрију да изађе на оближње вресиште када падне мрак.
На путу до Баскервил Хола, њих тројица од кочијаша Перкинса сазнају да је осуђени убица по имену Селден побегао из оближњег затвора Дартмур и да се крије негде на вресишту. У Баскервил Холу, господин Баримор, батлер, и госпођа Баримор, домаћица, упознају сер Хенрија са имањем. Када сер Хенри примети да недостаје портрет његовог злогласног претка сер Хуга, Бариморови нису у могућности да дају никакво објашњење.
Следећег дана сер Хенри и Вотсон упознају љубазног локалног пастора, бискупа Френкленда, који је такође страствени ентомолог. Док је прелазио вресиште након посете пошти у оближњем селу, Вотсон се губи у тресетишту Гримпен и бива заробљен у живом песку. Двоје људи долазе у помоћ, фармер по имену Стејплтон и његова ћерка Сесил, лепа девојка која одмах опчини сер Хенрија.
Једне ноћи, Вотсон угледа светло на вресишту. Он и сер Хенри излазе да истраже, али необичан човек успева да им умакне у сенци, а затим чују завијање пса негде далеко, што узнемирава сер Хенрија толико да се онесвести. Вотсон примећује силуету на хумки у даљини док помаже сер Хенрију да се врати у Баскервил Хол. Убрзо, Вотсон открива да је човек са хумке заправо био Холмс, који је сакрио сопствени долазак како би слободније истражио случај.
Холмс и Вотсон заједно проналазе тело осуђеника Селдена, у одећи сер Хенрија, кога је заклала непозната звер. Одећа разоткрива Баримореове, који признају да су помогли бегунцу, који је био њихов рођак, снабдевајући га храном и другим намирницама сваки пут када би сигнализирао светлом из свог скровишта. Међутим, Холмс има доказе у вези са отровним пауком и несталим портретом сер Хуга, који га убеђују да ни Бариморови ни Селден нису повезани са смрћу сер Чарлса.
Након што је преживео незгоду у напуштеном руднику калаја док је тражио доказе о псу, Холмс је у стању да погоди ко је пустио пса у потеру за сер Чарлсом и зашто су то урадили. Верујући да је за сер Хенрија постављена замка, детектив и његов помоћник га прате до вресишта где је сер Хенри сусрео Сесил. Међутим, када се сер Хенри овог пута види са Сесил, она га одбија, коначно откривајући да су она и њен отац такође потомци сер Хуга Баскервила, који планирају да захтевају наследство као своје када сер Хенри погине. Појављује се пас и напада сер Хенрија. Стејплтон напада Вотсона закривљеним бодежом који је користио сер Хуго, али Вотсон га упуца и рани. Холмс упуца пса који се затим окреће против Стејплтона и убија га. Сесил бежи, након што Холмс убије звер откривајући да је то заправо немачка дога која носи одвратну маску како би изгледала застрашујуће. Сесил покушава да побегне преко вресишта, само да би упала у тресетиште Гримпен, где тоне у блату. Сер Хенри сада може на миру да затражи своје наследство, а Холмс и Вотсон се враћају у Лондон.

## Улоге
| Глумац           | Улога               |
| ---------------- | ------------------- |
| Питер Кушинг     | Шерлок Холмс        |
| Андре Морел      | доктор Џон Вотсон   |
| Кристофер Ли     | сер Хенри Баскервил |
| Марла Ланди      | Сесил Стејплтон     |
| Дејвид Оксли     | сер Хуго Баскервил  |
| Френсис де Волф  | др Ричард Мортимер  |
| Мајлс Малесон    | бискуп Френкленд    |
| Јуен Солон       | Стејплтон           |
| Џон ле Мезуријер | Баримор             |
| Хелен Гос        | госпођа Баримор     |
| Сем Кид          | Перкинс             |

## Продукција

### Кастинг
Кушинг је био љубитељ Шерлока Холмса и унео је своје знање у пројекат. Поново је прочитао приче, направио је детаљне белешке у свом сценарију и покушао је да прикаже Холмса ближе његовом књижевној верзији. Кушинг је предложио да на камину гомила белешки буде прикована ножем, у складу са оригиналним причама.

### Локације
Филм је сниман код Чобам Комона и Френшам Комона у Сарију.

## Пријем
Холмс у изведби Питера Кушинга је у то време добио добре критике, а Films and Filming га је назвао „безобразним, шашавим, вајлдијанским Холмсом”, док је New York Herald Tribune навео: „Петер Кушинг је снажан и жељан Шерлок Холмс”. Вотсон кога је глумио Андре Морел је похваљен због далеко прецизнијег извођења лика како га је замислио Артур Конан Дојл, за разлику од комичног глупана који је креирао Најџел Брус.
У негативној рецензији часописа The Monthly Film Bulletin наводи се да су „све свеже забавне могућности у овој често екранизованој причи овде изгубљене у врелу крви, љубавног интересовања и амбијенталне музике”. Рецензија је такође приметила немаштовитост инсценације и режије, као и „досадне глуме”.
Time Out га је назвао „најбољим филмом о Шерлоку Холмсу икада снимљеним и једним од најбољих филмова овог студија”. Баскервилски пас тренутно има рејтинг одобравања од 94% на сајту Rotten Tomatoes на основу 18 рецензија.